# Pascal Janin
Pour les articles homonymes, voir Janin.
Pascal Janin, né le 4 avril 1956 à Montmorency (Val-d'Oise), est un joueur de football, reconverti en entraîneur.

## Biographie
Après avoir débuté chez les jeunes de Saumur, Pascal Janin évolue comme gardien de but au SCO Angers, au FC Gueugnon, à l'US Orléans, au SC Abbeville et au RC Strasbourg.
Il dispute son premier match professionnel à 18 ans, le 26 janvier 1975, contre l'Olympique de Marseille (défaite 1-2).
Après sa carrière de joueur, il est responsable du centre de formation du RC Strasbourg puis entraîneur des gardiens du FC Metz avant de prendre en charge les juniors messins. Avec les jeunes, il remporte la Coupe Gambardella 2000-2001 face au SM Caen (2-0) puis la Coupe nationale des moins de 17 ans face aux Girondins de Bordeaux (2-1) la même année, puis entraîneur des gardiens au RC Strasbourg. En mai 2006, il obtient le DEPF, plus haut diplôme d'entraîneur en France.
Il prend la direction de l'équipe du Stade brestois en décembre 2007, après y avoir été l'entraîneur des gardiens. À la suite d'un mauvais début de championnat, et au lendemain d'une défaite 3 à 0 à domicile contre le Montpellier HSC, Janin est démis de ses fonctions, en octobre 2008.
Le 18 juin 2009, Pascal Janin est nommé entraîneur adjoint du RC Strasbourg. Le 12 août 2009, il assure l'intérim, à la suite du limogeage de Gilbert Gress. Il reste entraîneur toute la saison, qui voit le club être relégué en National pour la première fois de son histoire.

## Palmarès
- Joueur :
  - Champion de France D2 en 1976 avec le SCO Angers
  - Vice-Champion de France D2 en 1978 avec le SCO Angers
- Entraîneur :
  - Champion du Mali et vainqueur de la Coupe du Mali en 2013,
  - Demi-finaliste de la Coupe de la confédération 2013,
- Distinctions :
  - Trophée Zarpa « Entraîneur Français d’Afrique » 2013,
  - Entraîneur de l’année 2013 au Mali.

## Statistiques
- 114 matchs en Division 1
- 250 matchs en Division 2